# 南阳之战 (497年)
南阳之战，497年（南齐建武四年、北魏太和二十一年）至次年，北魏军进攻南朝齐宛城（今河南省南阳市）获胜的作战。
496年，北魏迁都洛阳（今河南省洛阳市东北）后，魏孝文帝元宏派荆州刺史薛真度等进攻南齐宛城，被齐朝南阳太守房伯玉部击败。魏孝文帝对战败十分愤怒，以为南阳（治宛城）小郡，志必灭之。在497年六月，征调冀州、定州、瀛洲、相州、济州等州兵二十万南征。九月，亲率大军直指南齐雍州（治今湖北省襄阳市），魏彭城王元勰等36路兵马继进，号称百万，分路攻齐。魏孝文帝派将攻打赭阳（今河南省方城县东）。自领大军南攻宛城，是夜攻克外城。齐将房伯玉退进内城坚守。孝文帝派中书舍人劝说房伯玉投降。房伯玉拒绝。随即，孝文帝率军自宛城东南角一桥上经过，被房伯玉事先埋伏于桥下的敢死队突袭击。孝文帝即令神射手源灵度相救，方免于难。在攻宛不克的情况下，孝文帝决定留下部分士卒继续攻宛，自己领兵向新野进攻，新野太守刘思忌登城拒守。至十月，魏军攻城不克，筑长围久困。北魏右軍府长史韩显宗率领一支部队驻防赭阳附近，击败齐军的进攻。齐将裴叔业为了牵制敌人，攻克北魏虹城（今安徽省五河县西），俘虏四千余人。十二月，齐明帝派度支尚书崔慧景领兵二万，骑兵一千救雍州，裴叔业等攻打北魏楚王戍（今安徽省临泉县西南），遇到伏击，大败，逃走。498年正月，北魏统军李佐率军攻克新野，擒获守将刘思忌，将他杀死。于是，沔水（即今汉江及其北源陕西省留坝县西沮水）以北地区，包括湖阳（今河南省唐河县西南）、赭阳、舞阳、南乡（今河南省淅川县西南）等戍主相继弃城南南逃。二月，北魏军攻克宛北城，守将房伯玉出降。